# آگوست اشتورک
آگوست اشتورک (انگلیسی: August Storck) شرکت صنایع غذایی آلمانی است، که در سال ۱۹۰۳ تأسیس شد.